# Вірінґен
Вірінґен (нід. Wieringen) — колишній муніципалітет в провінції Північна Голландія в Нідерландах. Є частиною муніципалітету Голландс-Крон, створеного в 2012 році. Його назва зустрічається в записах кінця IX та початку X століття. З 1200 року він був відомий як острів, також названий Вірінґен, який був відокремлений водою від материка під час однієї з катастрофічних штормових повеней наприкінці пізнього середньовіччя, що змінило берегову лінію. Осушенням, дамбами та звалищем з 1924 по 1932 рік острів знову приєднали до материка.
У XXI столітті місцева влада запропонувала проект відновлення острівного статусу Вірінґена шляхом будівництва рекреаційного озера під назвою Вірінґеррандмер. У 2010 році проект було скасовано з фінансових причин.
| Нідерланди | Це незавершена стаття з географії Нідерландів. Ви можете допомогти проєкту, виправивши або дописавши її. |